# Chałupki (Siedlce)
Chałupki – część wsi Siedlce w Polsce, położona w województwie świętokrzyskim, w powiecie kieleckim, w gminie Chęciny.
W latach 1975–1998 Chałupki administracyjnie należały do województwa kieleckiego.

## Położenie
Graniczą od północy z Siedlcami, od zachodu z Murowańcem. Od centrum wsi Siedlce ok. 800 m. Około 3,5 km na północny zachód część wsi Tokarnia